# Campo di concentramento di Syrec'
Il campo di concentramento di Syrec' (in ucraino Сирець?) fu un campo di concentramento nazista fondato nel 1942 nel quartiere occidentale di Syrec', già parte di Kiev dal 1799. Il toponimo derivò da un piccolo fiume locale. Circa 327 detenuti del campo, tra i quali 100 ebrei, furono costretti a rimuovere ogni traccia dell'omicidio di massa a Babij Jar.

## Istituzione e posizione
Il campo di concentramento fu istituito nel 1942 presso l'ex campo estivo della guarnigione di Kyiv all'estremità settentrionale della città di Kiev, a poche centinaia di metri dal burrone di Babij Jar, teatro di enormi massacri dalla fine di settembre 1941. Syrec' doveva inizialmente essere un satellite del campo di concentramento di Sachsenhausen in Germania: furono imprigionate circa 3000 persone, sorvegliate da poliziotti ucraini e SS tedesche. Paul Otto Radomski fu il comandante del campo.
Il campo fu costruito nel giugno 1942 su richiesta di Hans Schumacher al suo superiore Erich Ehrlinger, un ufficiale di polizia nazista e capo della Gestapo a Kiev. Il campo dovette ospitare i prigionieri considerati oppositori del regime nazista, principalmente ebrei: all'arresto sopravvissero solo gli abili artigiani da utilizzare nel lavoro forzato, tutti gli altri furono giustiziati o uccisi da un gaswagen.

## Operazione nel campo
I prigionieri, sia donne che uomini, furono alloggiati in baracche di legno e in rifugi con porte e scale che scendevano dal piano terra per evitare che gelassero in inverno. I detenuti furono denutriti, molti morirono di fame, con una mortalità giornaliera di circa 10-15 persone. Lo Sturmbannführer Radomski creò un regime di terrore nel campo con l'aiuto del comandante Anton Prokupek e di una compagnia di Sotnik: imposero pesanti punizioni anche per i delitti minori e spesso presero a frustate i prigionieri.

## Rivolta dei detenuti
Prima che i tedeschi si ritirassero da Kiev, tentarono di nascondere le atrocità che avevano commesso a Babij Jar. Paul Blobel, che aveva il controllo degli omicidi di massa a Babij Jar da due anni, supervisionò il Sonderaktion 1005 nell'eliminare le tracce. Per sei settimane, dall'agosto al settembre 1943, più di 300 prigionieri incatenati furono costretti a riesumare e bruciare i cadaveri (usando le lapidi locali come mattoni per costruire i forni) e sparsero le ceneri sui terreni agricoli nelle vicinanze.
Durante le esumazioni del Sonderkommando 1005, un gruppo di prigionieri si armò segretamente di strumenti e ferraglia che riuscì a trovare e nascondere. Scassinarono le serrature con le chiavi trovate sui corpi delle vittime. Martin Gilbert cita lo storico Reuben Ainsztein:
La notte del 29 settembre 1943, mentre il campo fu smantellato, scoppiò una rivolta tra i detenuti. I prigionieri si ribellarono alle guardie a mani nude, usando martelli e cacciaviti. Quindici persone riuscirono a fuggire. Tra loro ci fu Vladimir Davіdov, che in seguito fu un testimone al processo di Norimberga. Tra gli altri fuggitivi ci furono Fyodor Zavertanny, Jacob Kaper, Filip Vilkis, Leonid Kharash, I. Brodskiy, Leonid Kadomskiy, David Budnik, Fyodor Yershov, Jakov Steiuk, Semyon Berland, Vladimir Kotlyar. Una volta ristabilito il controllo nazista nel campo, i restanti 311 detenuti furono giustiziati.
Il 6 dicembre 1943, le autorità sovietiche portarono alcuni giornalisti sul luogo dei massacri di Babij Jar. Due di loro, Bill Downs e Bill Lawrence, intervistarono tre prigionieri di guerra ebrei detenuti a Syrec' che furono costretti a partecipare allo smaltimento dei corpi: Efim Vilkis, Leonid Ostrovsky e Vladimir Davidoff. Downs descrisse il racconto di Vilkis della fuga del prigioniero:
Secondo Vilkis, alcuni dei prigionieri si ammalarono o impazzirono per l'esperienza subita e le guardie naziste li uccisero come avvertimento per gli altri. Ogni giorno vennero fucilati da tre a cinque prigionieri.

## Campo per prigionieri di guerra tedeschi
Quando l'Armata Rossa liberò Kiev il 6 novembre 1943, il campo fu convertito in un campo di internamento per prigionieri di guerra tedeschi e operò fino al 1946. Il campo fu successivamente demolito e negli anni '50 e '60 iniziò lo sviluppo urbano dell'area circostante.